# Hèsper

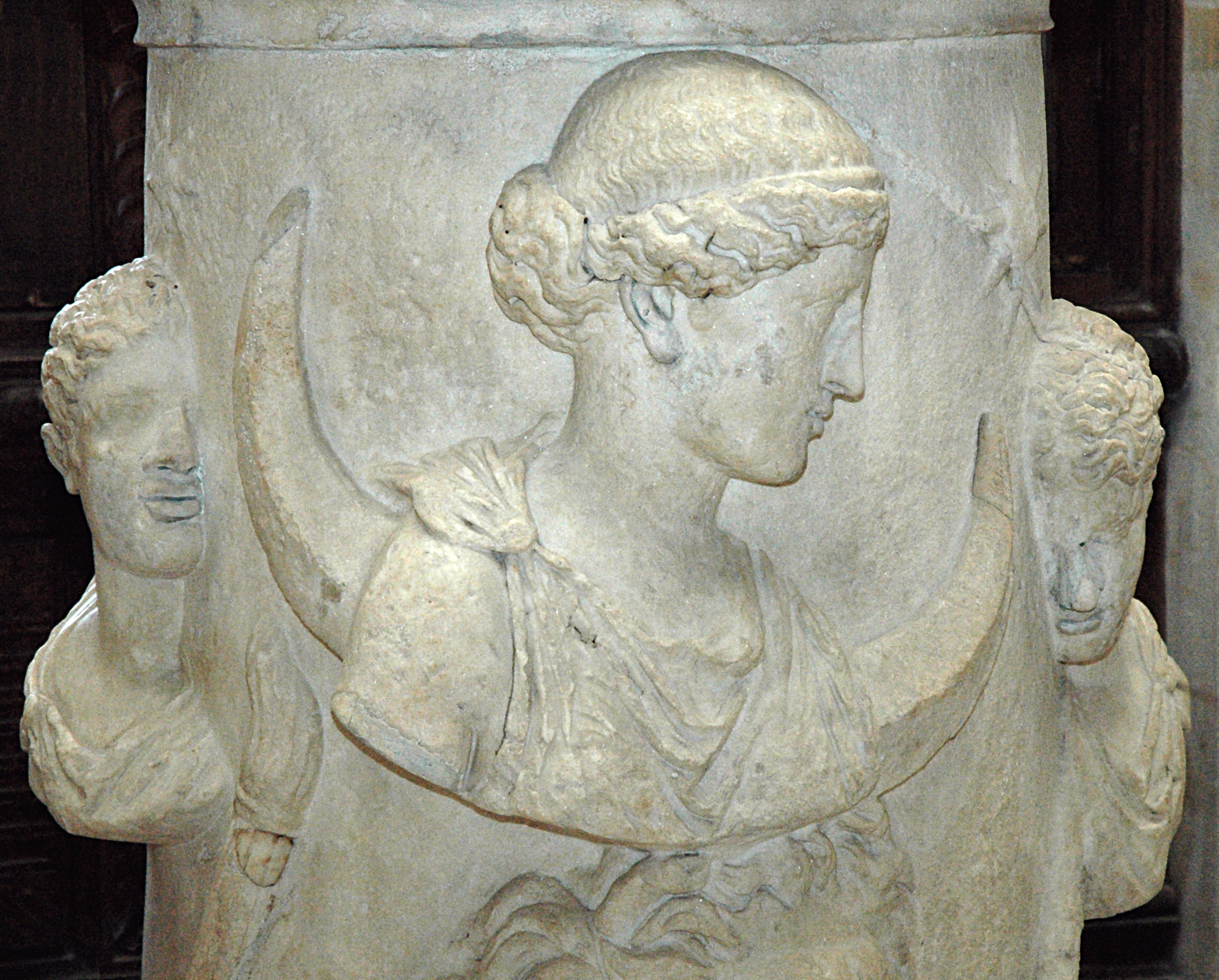
Selene amb Fòsfor i Hèsper. Museu del Louvre

Hèsper (en grec antic Ἓσπερος Hesperos), d'acord amb la mitologia grega, fou un déu, fill d'Astreu i d'Eos (o de Jàpet i de Clímene, segons altres genealogies). Era la personificació del planeta Venus, en la seua faceta d'estel del vespre.
Un vespre, mentre contemplava els estels des de dalt de la muntanya de l'Atlas, va ser arrabassat de la terra per una tempesta i va desaparèixer sense deixar rastre. Els homes, que l'estimaven per la seva bondat, van suposar que s'havia transformat en un estel i el van anomenar Hèsper, l'astre benefactor que cada dia porta el repòs de la nit.